# 肥田舜太郎
肥田 舜太郎（ひだ しゅんたろう、1917年1月1日 - 2017年3月20日）は、日本の医師。広島市への原子爆弾投下により自身が被爆しつつ、直後から被爆者救援・治療にあたった。以来被爆者の診察を続け、被爆の実相を語りつつ核兵器廃絶を訴え続けた。

## 経歴
銀行員の家の長男として広島市で生まれた。中津川肥田氏の肥田帯刀17代目にあたる。早稲田第一高等学院建築科に入学、登山と音楽に夢中であった。あるとき友人から誘われて東京下町の工場街にある託児所を見学、不衛生と貧困のもとにおかれた児童の実情を初めて知り度肝をぬかれたことがきっかけで、医師を志すようになり、日本大学専門部医学科に入学。「小児衛生研究会」を立ち上げ、託児所の健康管理の手伝いを始めたが、2年次のとき文部大臣荒木貞夫から「自由主義的傾向あり」と解散を命じられ、以来軍人嫌いが確固としたものになった。太平洋戦争開戦後、学業の多くが軍事教練となる中「医者の勉強を」という学生の懇願の先頭に立って活動。これが「反軍傾向あり」とされて1942年懲罰召集を受け、一兵卒として岐阜の歩兵第68連隊に入隊。のち豊橋第一陸軍予備士官学校にサイパン島守備隊小隊長要員として入校したが、校長に敬礼しない問題を起こしたのがきっかけで医学部在学中であることがわかり、「軍医に戻せ」の校長の一声で職業軍人の道を進むこととなった。
1943年、日本大学専門部医学科卒業。1944年陸軍軍医学校を卒業、軍医少尉として広島陸軍病院（現広島赤十字・原爆病院）に赴任、病理試験室主任となり伝染病予防の仕事をした。1945年6月半ばより、陸軍軍医中尉として、広島から約6km離れた安芸郡戸坂村（現・同市東区戸坂）の戸坂国民学校（現・広島市立戸坂小学校）の裏山をくりぬき洞窟病院「戸坂分院」を建設するための戸坂作業隊隊長を務めた。同年8月6日、往診のため戸坂村の農家で急患の診察中に原爆に被爆、直後から被爆者救援・治療にあたる。広島陸軍病院の山口県熊毛郡伊保庄村（現柳井市）への移転にかかわり、1945年12月の厚生省への所管替えに伴って国立柳井病院（現国立病院機構柳井病院）に所属。
1947年、千葉県市川市の国立国府台病院に転勤。全日本国立医療労働組合設立にかかわった。1949年、レッドパージで国立病院を解雇された。
被爆患者と接触し診断をすると、患者を診ること自体が反米活動でありけしからんとして、アメリカ軍に逮捕されたことが3回あった。1940年代終わり頃、広島に検査だけして治療はしない病院（原爆傷害調査委員会:ABCC）がつくられるとの噂から、依頼を受けて、治療もするようにと厚生大臣や連合国軍総司令部と交渉。結局断られ、理不尽な占領軍の傲慢さに憤って、アメリカの無法と闘うため占領権力に真正面から立ち向っていた日本共産党に入ろう、と決心し入党した。
労働者や貧しい人のための診療所をつくる運動に参加。1950年4月25日開設の西荻窪診療所（東京都杉並区）および1953年4月29日開設の行田協立診療所（埼玉県行田市）で、初代所長を務めた。1953年6月7日の全日本民主医療機関連合会（全日本民医連）創立に参加。
1955年4月の行田市議会議員選挙（第3回統一地方選挙）に日本共産党から立候補、3位で当選 し2期務めた。1955年8月の第一回原水爆禁止世界大会に参加、放射線障碍について報告した。在職中「核戦争準備に反対するウィーン・アピール」支持を議会で提案した。
全日本民医連理事、埼玉民医連会長、埼玉協同病院院長、日本原水爆被害者団体協議会原爆被爆者中央相談所理事長などを歴任。1975年以降、欧米を中心に37か国 を海外遊説、被爆医師として被爆の実相を語り、核兵器廃絶を訴えた。
被爆患者の臨床をふまえて、「原爆ぶらぶら病」とよばれる症状や、内部被曝、微量放射線・低線量被曝の健康影響について研究し、その危険性について述べた。のべ64年間、6000人を超える被爆者の診察を続け、2009年、医業から引退。 現在、全日本民医連顧問。「九条の会」傘下の「九条の会・さいたま」呼びかけ人。
2011年3月の福島第一原発事故後、放射線の健康影響について発言。日本全国で300回を超える講演をした。
2011年12月、市民と科学者の内部被曝問題研究会結成の呼びかけ人に加わった。2013年3月、脱原発を目指す医師の会の招きで大韓民国を訪れ、子孫のために原発と核兵器をなくさなければならないと述べた。
2017年3月20日死去。100歳没。

## 著作
- E.J.スターングラス著、肥田舜太郎訳『死にすぎた赤ん坊 : 低レベル放射線の恐怖』時事通信社、1978.8
- 『広島の消えた日 : 被爆軍医の証言』日中出版, 1982.5、増補新版 影書房, 2010.3
- 『草の根は燃ゆ : 反核 欧州語りある記』双信舎 1986
- 『いろは養生訓』生活ジャーナル, 1989.6
- 『ヒロシマ・ナガサキを世界へ』あけび書房, 1991.8
- 『ヒロシマを生きのびて』(シリーズ時代を創る人びと 2)あけび書房, 2004.2.
- 鎌仲ひとみとの共著『内部被曝の脅威 : 原爆から劣化ウラン弾まで』筑摩書房, ちくま新書、2005.6.
- ドネル・ボードマン著、肥田舜太郎訳『放射線の衝撃 : 低線量放射線の人間への影響(被曝者医療の手引き) : アヒンサー』PKO法「雑則」を広める会, 2008.11
- ジェイ・マーティン・グールド,ベンジャミン・A.ゴルドマン共著、肥田舜太郎,斎藤紀共訳『死にいたる虚構 : 国家による低線量放射線の隠蔽 : アヒンサー』PKO法「雑則」を広める会, 2009.3
- ジェイ・マーティン・グールド著、肥田舜太郎,齋藤紀,戸田清,竹野内真理共訳『低線量内部被曝の脅威 : 原子炉周辺の健康破壊と疫学的立証の記録』緑風出版, 2011.4
- 『内部被曝』 扶桑社、2012.3[17]
- 『ヒロシマから「内部被ばく」と歩んで』クレヨンハウス 2012年7月2日 (わが子からはじまるクレヨンハウス・ブックレット ; 008)
- 『被爆と被曝　放射線に負けずに生きる』幻冬舎ルネッサンス新書,2013.2
- 大久保賢一との共著『肥田舜太郎が語るいま、どうしても伝えておきたいこと : 内部被曝とたたかい、自らのいのちを生かすために』日本評論社 2013.2.5
- 『被爆医師のヒロシマ 21世紀を生きる君たちに』新日本出版社 2013.7
- 『ヒロシマの記憶 原発の刻印 ヒロシマを知り原発を考える』遊絲社 2013.8.6
- 国立情報学研究所論文検索

## 映画出演
- 『ヒバクシャ～世界の終わりに』鎌仲ひとみ監督、日本、2003年[18]
- en:Hiroshima: BBC History of World War II（『ヒロシマ：BBC第二次世界大戦の歴史』）2005年、イギリス・BBC（ドキュメンタリー）
- 『核の傷』マーク・プティジャン監督、フランス、2006年
- 『ヒロシマナガサキ』スティーヴン・オカザキ監督、アメリカ合衆国、2007年公開
- en:In My Lifetime: A Presentation of the Nuclear World Project アメリカ合衆国、2011年
- 『内部被ばくを生き抜く』鎌仲ひとみ監督、日本、2012年